# スタッフ・ディベロップメント
スタッフ・ディベロップメント (Staff Development) は、特に日本の大学において「教育研究活動等の適切かつ効果的な運営を図るため」、事務職員、技術職員、教員を含むすべての職員を対象に、「必要な知識及び技能を習得させ、並びにその能力及び資質を向上させるための研修の機会」を提供するなどの取り組み。しばしば、SDと略される。
かつては、もっぱら事務職員や技術職員などが対象と考えられ、教員を対象とするファカルティ・ディベロップメントと対になるものとされていたが、2010年代後半以降は、教員も対象となるものとされ、2017年からは大学設置基準の改定によってスタッフ・ディベロップメントが義務化された。
英語の「staff development」は、大学に限らず広く「スタッフ教育」を意味し、職業訓練の一種である。